# Formilmetanofurano deidrogenasi
La Formilmetanofurano deidrogenasi è un enzima appartenente alla classe delle ossidoreduttasi, che catalizza la seguente reazione:
formilmetanofurano + H2O + accettore ⇄ CO2 + metanofurano + ridotto
L'enzima è una molibdoproteina contenente un cofattore di pterina. Il metil viologeno può agire come accettore; ossida anche la N-furfurilformammide.